# 1106 Cydonia
1106 Cydonia è un asteroide della fascia principale. Scoperto nel 1929, presenta un'orbita caratterizzata da un semiasse maggiore pari a 2,5969498 UA e da un'eccentricità di 0,1249995, inclinata di 13,09832° rispetto all'eclittica.
Il suo nome fa riferimento al cotogno, unico rappresentante del genere Cydonia.